# Alianza Fútbol Club (El Salvador)
Alianza Fútbol Club, comúnmente conocido como Alianza F. C. o simplemente Alianza, juega en la Primera División de El Salvador. Tiene su sede en San Salvador. El equipo ha logrado conquistar 19 títulos nacionales, empatado con Club Deportivo FAS, y es el único equipo de El Salvador con dos títulos internacionales. Sus aficionados son conocidos como "Albos" o "Aliancistas".
Fundado en 1958, Alianza alcanzó el éxito temprano al ganar los campeonatos salvadoreños en las temporadas 1965-1966 y 1966-1967. Además, en 1967, el club se convirtió en el primer equipo centroamericano en obtener la Copa de Campeones de la Concacaf, siendo uno de los tres equipos salvadoreños en lograrlo.
También es reconocido por haberse coronado campeón de manera invicta en el Torneo Apertura 2017 ostentando el récord de 42 partidos consecutivos sin derrotas. En su palmarés cuenta con 22 títulos, 19 nacionales y 3 internacionales.

## Historia
Fue fundado en 1958 por empleados de la empresa cervecera "Industrias La Constancia" es llamado desde su fundación como "Atlético Constancia", aunque pequeños en términos de situación financiera, pudieron llegar a la final de la Liga de Ascenso (segunda división) en 1958. Perdieron 2:0 en una serie de dos partidos contra C. D. Águila. El club, sin embargo, compró un lugar en la primera división a expensas del Once Municipal, posteriormente, por el empresario peruano Axel Hochkoeppler, cambió el nombre a Alianza Intercontinental (influenciado por el nombre de Alianza Lima, equipo del cual él era aficionado) en 1963 debido a la unión de las dos empresas, la fundadora Industrias La Constancia, y Hotel Intercontinental, las cuales él administraba. En 1965 cambió a su nombre actual Alianza Fútbol Club.
Alianza, se encuentra en la posición número 9 entre los 10 equipos históricos de la Concacaf del siglo XX con un total de 83,00 puntos incluso superando al Club América según la Federación Internacional de Historia y Estadística de Fútbol (IFFHS) que se realizó entre septiembre y octubre del año 2009 con el objetivo de dar a conocer cuáles fueron los clubes de mayor rendimiento de cada continente en las distintas competiciones confederales en el período comprendido desde el año 1901 hasta el 2000.
Los primeros títulos ganados por Alianza de forma consecutiva serían en las temporadas 1965-1966; 1966-1967 contaría con el panameño Ernesto "Cascarita" Tapia, Ricardo Sepúlveda, Jorge Liévano, Salvador Mariona, Roberto Rivas, Raúl Alfredo Magaña, Edgar Morales, Alfredo Ruano, entre otros.

### Primer campeonato, temporada 1965-1966
El primer campeonato vino en la temporada 1965-1966. Cuando el campeonato aún tenía el formato de liga a cuatro vueltas de clasificación y cuadrangular final, en dicho campeonato venció 1:2 al C. D. Águila en San Miguel un 10 de julio de 1966 y alcanzó la corona del primer lugar.

### Segundo campeonato, temporada 1966-1967
En el siguiente campeonato 1966-1967, Alianza F. C. logra alzar nuevamente el trofeo, obtenido esta vez tras un aplastante 5:1 contra Sonsonate F. C. un 20 de agosto de 1967.
El 16 de enero de 1966 se escribe la página más gloriosa del club cuando Alianza, ante un marco impresionante de aficionados, derrota en el Estadio Nacional Flor Blanca al Santos F. C. de Brasil, equipo que tenía al máximo exponente del fútbol mundial: el rey Pelé. Alianza contó en aquel partido con los refuerzos del Ernesto Ruano, el argentino Dante Juárez y sus compatriotas Juan Ramón Verón y Santiago, quienes estaban en gira por tierras centroamericanas con su equipo Estudiantes de la Plata, de Argentina.

### Campeón de Concacaf y declive
A principios del año 1967 Alianza se agencia el primer campeonato regional, logrando el título de la Copa de Campeones de la Concacaf, consiguiendo importantes triunfos contra rivales del área centroamericana, México y el Caribe resultando vencedor del torneo frente al equipo Jong Colombia de Antillas Neerlandesas, con marcador de 5:3. Destacan también por aquella época los triunfos frente al América de México (2:0), al Flamengo de Brasil (3:2) y el empate a cero con el legendario Peñarol de Uruguay y el Club Sport Emelec de Ecuador.

### Tercer campeonato, temporada 1986-1987
Durante los años setenta el equipo no logró conseguir campeonatos nacionales, fue hasta el 22 de febrero de 1987 que consigue alzar su tercer título. El formato de competición ya incluía una cuadrangular final cuyo ganador se enfrentaría al mejor de la campaña regular. Alianza logró la clasificación con una victoria 1:0 en el repechaje ante C. D. Luis Ángel Firpo, los albos se hicieron del boleto a la final la cual disputaría contra un viejo conocido como lo es C. D. Águila, el partido se definió en una emocionante tanda de penales donde tras aciertos y fallos imprevisibles, el uruguayo Carlos Reyes anotó el definitivo 3:1 que le daría su tercer título a los capitalinos.

### Cuarto campeonato, temporada 1989-1990
En la temporada 1989-1990, Alianza F. C. logró conseguir su cuarto campeonato tras derrotar al C. D. Luis Ángel Firpo 3:1 en la final. Luego de estar a punto de descender el año anterior dominaría la campaña siguiente clasificándose y obteniendo su cuarto título. En esta ocasión, Hernán Carrasco había vuelto al club con el que ganó los títulos de 1966 y 1967, con goles de Kin Canales Escobar,  Raúl Toro Basáez y Jaime "Chelona" Rodríguez.

### Quinto campeonato, temporada 1993-1994
Cuatro años más tarde, Alianza repetiría la hazaña. Durante el torneo regular, el equipo vino de menos a más y terminó segundo clasificándose a la cuadrangular final. El sábado 11 de junio de 1994, finalizó primero y enfrentó la final ante el segundo lugar, puesto obtenido por C. D. FAS, el partido acabaría con un 2:1 a favor del equipo paquidermo en el Estadio Cuscatlán, los goles de Alianza fueron conseguidos por Milton "Tigana" Meléndez y por el argentino Sergio Bufarini, el equipo era dirigido por el uruguayo Gustavo Faral, y destacaban en el equipo figuras como el uruguayo Adrián de la Cruz, el argentino Héctor Neira, los nacionales Héctor López, William Chachagua, René Durán, Oscar "Lagarto" Ulloa, y el "Duende Albo" Héctor Joaquín Canales. Estas figuras brindaron el quinto título al cuadro paquidermo.

### Sexto campeonato, temporada 1996-1997
En la temporada 1996-1997, Alianza sumó su sexto campeonato nacional cuando vencieron a C. D. Luis Ángel Firpo el domingo 27 de julio de 1997, con marcador global de 3:2. El resultado fue dramático, pues los Albos remontaron en diferentes instancias del encuentro el marcador hasta conseguir el gol definitivo en el minuto 89' gracias a un centro de Horacio Lugo que buscaba el contacto con la cabeza de Marcelo Bauza, Rodrigo Osorio y Sergio "Chocho" Salgado que atacaban sobre el palo derecho de la portería siendo este último quien logró enviar la pelota al fondo de la red.

### Campeonato "Grandes de Centroamérica"
Pese a las controversias sobre que Alianza ostentaba solamente 6 títulos nacionales (ya que C. D. Águila y C. D. FAS se hacían de 11 títulos nacionales más un título de Concacaf cada uno) el equipo paquidérmico fue llamado a representar el fútbol salvadoreño. El 11 de junio de 1997, con una brillante victoria sobre el Club Saprissa en San José, Costa Rica con un cabezazo del Argentino Horacio Lugo conquistaría el título denominado "Grandes de Centroamérica", un torneo por invitación que fue el último conseguido por un cuadro salvadoreño a nivel regional. En este torneo se derrotó a fuertes rivales como el Comunicaciones de Guatemala.

### Séptimo campeonato, Torneo Apertura 1998
Dos años más tarde, Alianza ganó el primer torneo corto de la Primera División de El Salvador, siendo su séptimo título a nivel nacional, en diciembre de 1998, con un 0:1 ante C. D. Luis Ángel Firpo. Aunque con grandes alegrías, Alianza ya presentaba síntomas de malos manejos administrativos. La competencia cambió el formato de juego a dos vueltas, siendo el Clausura 1999 ganado por C. D. Luis Ángel Firpo y el Apertura 1999 ganado por C. D. Águila este último también denominado "Copa Pilsener" (por cuestiones de patrocinio), el Apertura 1998 se sigue considerando como título de liga; y así es reconocido, ya que paralelamente no existió otra competencia que se haya caracterizado a un torneo de copa. Hay que hacer mención que la FIFA oficializó este título en el comunicado de fecha 10 de enero de 2020, al felicitar a Alianza por la obtención de su título número catorce.

### ElsigloXXI: Padilla Pinto vs. Sol Meza
La llegada del nuevo siglo vino marcada por una nueva etapa en la historia del equipo. A finales de los noventa, el abogado Óscar Rodríguez manejaba las riendas del club albo. Su gestión se caracterizó por su filosofía “El jugador rinde más cuando tiene el estómago vacío” fue por ese pensamiento que el equipo contrajo deudas y los jugadores pasaban meses sin recibir sus salarios.
Con la soga al cuello, Rodríguez acordó la cesión de la presidencia con el empresario Ricardo Padilla Pinto a mediados de 2001. Inmediatamente, Padilla Pinto puso orden en la dirigencia de la institución. Saldó las cuentas, canceló las deudas a los jugadores y contó con una plantilla de bajo costo.

### Octavo campeonato, Torneo Apertura 2001
Con lo anterior, los Albos dieron la campanada llegando a la gran final y ganaron el Apertura 2001 derrotando a C. D. Luis Ángel Firpo 2:1. En ese año, Juan Ramón Paredes comandó a figuras como Adonái Martínez, Ramiro Carballo, Miguel Montes, Óscar Navarro y los colombianos Martín García y Jorge Sandoval. El partido fue complicado y no se definió sino hasta el minuto 120' de la prórroga con un cabezazo del ariete Martínez, conquistando el octavo título de su historia.

### Resolución parcial en el conflicto Padilla Pinto vs. Sol Meza
La situación parecía solucionarse, pero al cabo de un año el club comenzaría a vivir una nueva crisis ya que el equipo finalizó el Apertura 2002 en el noveno puesto y la familia Sol Meza (dueños en ese momento de la institución) reclamaban de vuelta la presidencia a Ricardo Padilla Pinto, el cual se negaba rotundamente, lo que causó tensión entre ambas partes. Esta situación que se dio entre 2002 y 2003 perjudicó mucho al equipo en la cancha. La Federación Salvadoreña de Fútbol y los clubes de la Liga Mayor dictaron que la presidencia continuaba a cargo de los Padilla y que lo demás debía resolverse en justicia ordinaria. 

### Noveno campeonato, Torneo Clausura 2004
En 2004, Alianza comenzaba con pie derecho, el uruguayo Juan Martín Mugica había tomado las riendas del plantel e implantó un sistema bastante ofensivo que situó a los Albos en el primer lugar en el arranque del Clausura 2004, sin embargo, el nivel decayó, aunque clasificaron terceros. En la semifinal, vencieron a C. D. Luis Ángel Firpo con un global de 3:2. Ya en la final, Alianza se mediría con C. D. FAS, equipo que le arrebató el Clausura 2002. Un 0:0 alargó el juego donde C. D. FAS arremetía y Alianza jugaba con precauciones. Los Albos cedieron un tanto al minuto 110', pero al 115' el uruguayo Luis Espíndola cabeceó hacia portería marcando así el empate y la sentencia a los penaltis, en donde los capitalinos se alzaron con un 3:2. Miguel Montes y el uruguayo Alejandro Curbelo hicieron posible la hazaña obteniendo así Alianza el noveno título de su historia en la liga mayor salvadoreña.

### Resolución final en el conflicto Padilla Pinto vs. Sol Meza
A pesar del noveno título ganado en el Clausura 2004, la tensión entre los Sol Meza y Padilla Pinto no cesó. Antes de empezar el Apertura 2005, el convenio entre las dos partes finalizó y, aunque Padilla quiso continuar, los Sol Meza lo dejaron fuera de los planes del equipo. Fue sustituido por Salvador Mariona, exjugador aliancista, quien paso sin pena ni gloria.

### Cerca del descenso
Los años 2005 y 2006 resultaron discretos para el equipo de la capital. En 2007, el exjugador colombiano Jon Marulanda demandó al club ante la FIFA por incumplimiento de contrato. Durante toda la temporada 2007-2008, Alianza F. C. fue incapaz de sumar jugadores a su plantilla. A pesar de ello, el cuadro logró mantenerse gracias a la mano del DT argentino Pablo Centrone. 
En la campaña 2008-2009, Alianza terminó en el noveno lugar de la tabla acumulada. Esto lo obligó a jugar una serie de repechaje ante el El Roble de Ilobasco para determinar si el equipo permanecía en Primera División, o si el equipo de Ilobasco ascendía al circuito mayor. Esta era ya la tercera vez en que el equipo de la capital se veía involucrado en peligro de descenso y en las dos anteriores se había salvado. El primer partido de la serie se jugó en la cancha "Mauricio Vides" de Ilobasco y terminó 1:1, luego de suspenderse el partido el día anterior debido al mal estado del campo de juego. La vuelta se jugó en el Estadio Cuscatlán, ante un buen marco de aficionados, y finalizó con un 3:1 a favor de los Elefantes. Con esto, se concretó la salvación del Alianza con un global favorable de 4:2, salvándose por tercera vez del descenso.

### Resurgimiento blanco
Para el torneo Apertura 2010, el equipo paquidermo de la mano de Miloš Miljanić, hacen un campeonato excepcional rompiendo aquellos paradigmas negativos que rodeaban al equipo, logran clasificar a semifinales después de cinco largos torneos, derrotando en las mismas a C. D. Luis Ángel Firpo, perdiendo de local en la ida 1:2 y ganando en la vuelta en Usulután 0:1 respectivamente, logrando el pase por mejor posición en el torneo regular; en la final se enfrentaron a los caleros de A. D. Isidro Metapán, donde tras 120 minutos de empate sin goles terminaron cayendo con marcador 3:4 en los penaltis.

### Décimo campeonato, Torneo Clausura 2011
Tras este traspié, el equipo renueva fuerzas para el Torneo Clausura 2011, y con la dirección técnica del paraguayo Roberto “Toto” Gamarra, clasifica nuevamente a semifinales esta vez amarrando el primer lugar en el campeonato regular, jugando la misma nuevamente con los toros de Luis Ángel Firpo, logrando pasar a la gran final con dos empates 1:1 ida y vuelta (ambos encuentros jugados en el monumental Estadio Cuscatlán) Alianza avanzaría gracias a su mejor posición en la tabla. En la final se encontraría con su acérrimo rival, los tigrillos de C. D. FAS, en dicho encuentro disputado el 15 de mayo de 2011, Alianza F. C. derrota a los santanecos con marcador de 2:1, logrando así levantar su décima corona en la historia.

### Undécimo campeonato, Torneo Apertura 2015
Alianza obtendría un nuevo título para el Torneo Apertura 2015, siendo tercero en la temporada regular, tras dejar en las instancias previas a A. D. Chalatenango (1:1 en la ida y 3:2 en la vuelta); y en semifinales a C. D. Águila (1:0 en la ida y 2:2 en la vuelta), alcanza la final donde enfrenta a C. D. FAS donde se coronaría campeón gracias a un gol del zaguero central y capitán Ramón Martínez de Paz al minuto 56', quien se encontró con un mal rechazo de la zaga fastaneca y empujaría de cabeza el único tanto marcado en todo el partido. Como dato curioso, al término del partido el uruguayo Rubén Alonso, técnico del Alianza, corrió hacia el sector de preferente norte, saltó la valla publicitaria, se colgó de la malla separadora para celebró el título con la afición, como lo hizo cuando se proclamó campeón como jugador en la campaña 1986-1987, se hacía de su segundo título como DT de Alianza.

### Torneo Apertura 2016 y Liga de Campeones de la Concacaf
En el Apertura 2016, el club tendría uno de los mejores refuerzos de jugadores nacionales en la liga mayor contando con Álex Larín, Óscar Elías Cerén, Juan Carlos Portillo, y Christopher Ramírez, y los extranjeros Óscar Darío Guerrero y Fabricio Silva; sin embargo el pobre desempeño del equipo en las primeras jornadas desembocó en la salida del técnico Rubén Alonso casi a mediados del torneo siendo el nuevo timonel su director deportivo, el exseleccionado salvadoreño Milton "Tigana" Meléndez.
Con ello Alianza F. C. enfrentaría por segunda ocasión el torneo de la Liga de Campeones de la Concacaf como representante de El Salvador, y por primera vez en su nuevo formato, en cuya participación finalizaría en 2.° lugar de su grupo con cinco puntos producto de una victoria contra Antigua Guatemala en condición de visitante ganando 3:1 con tres goles del colombiano Óscar Darío Guerrero; dos empates en condición de local (contra Antigua G. F. C. y New York Red Bulls respectivamente) y una derrota en condición de visitante 1:0 contra New York Red Bulls, quien sería el único clasificado a la siguiente ronda.
De nuevo en el plano nacional Alianza finaliza cuarto lugar en la tabla regular de clasificación, en los cuartos de final le ganó a Municipal Limeño en Santa Rosa de Lima (1:2 en la ida y 1:0 en la vuelta), finalizando la serie con un global 2:2 pero por mejor posición el equipo capitalino avanzaría a la semifinal enfrentándose al primer lugar de la tabla precisamente Sonsonate F.  C. equipo que resultaría complicado para Alianza en la semifinal de ida en el Cuscatlán al empatar 0:0 definiéndose el pase a la final en el Estadio Ana Mercedes Campos, donde ganarían con marcador de 4:0, con anotaciones de Rodolfo Zelaya anotando un hat-trick y Álex Larín por vía penal, avanzando así a la gran final contra Santa Tecla F. C. misma en donde los tecleños conducidos por el exseleccionado mundialista uruguayo Sebastián Abreu vencen con marcador de 3:2, viéndose frustrada la décima segunda corona para la institución.

### Inicio de la era de Jorge Humberto "el Zarco" Rodríguez
Para el Torneo Clausura 2017 sería contratado como director técnico Jorge Humberto "el Zarco" Rodríguez con el compromiso y la obligación de ganar el título número doce de la historia del equipo sustituyendo a Milton "Tigana" Meléndez que pasaría nuevamente a la dirección deportiva.

### Duodécimo campeonato, Torneo Apertura 2017
Posterior al chasco de la final del torneo anterior (derrota 0:4 ante Santa Tecla F. C.) Alianza se refuerza con piezas de renombre en el redondo nacional como Henry Romero, Marvin Monterroza, y el exjugador de Santa Tecla Iván Mancía, además de la inclusión de los extranjeros Gustavo Guerreño y el guardameta Víctor García, esto para el Torneo Apertura 2017 mismo donde finalizó con 50 puntos, siendo el club más goleador con 50 tantos y menos goles encajados. Cabe resaltar las goleadas que propinó a C. D. Luis Ángel Firpo (5:2), A. D. Isidro Metapán (5:3) y C.D. Águila (5-0). Tras dejar en cuartos de final a Pasaquina F. C. (0:0 y 4:0), y en semifinales por mejor posición en campeonato regular a C. D. FAS, obtendría el título número doce de manera invicta un domingo 17 de diciembre, venciendo con un marcador de 4:1 a Santa Tecla F. C. con goles de Rodolfo Zelaya (marcando doblete), Marvin Monterroza y Gustavo Guerreño.

### Decimotercer campeonato, el "bicampeonato" Torneo Clausura 2018
Para el siguiente torneo finalizó la temporada regular con 58 puntos en el liderato. En el transcurso del torneo logró la racha de 42 partidos invicto en partidos de liga (récord nacional) que estaba vigente desde la jornada 1 del torneo anterior frente al C. D. Dragón (1:0) y finalizó en la jornada 16 frente a C. D. Audaz por 2:1. En la parte final del torneo tras dejar en el camino en cuartos de final a Sonsonate F. C. (0:1 en la ida y 4:0 en la vuelta) y C. D. Águila (2:3 en la ida y 2:0 en la vuelta), el domingo 20 de mayo Alianza obtendría el título número trece en sus vitrinas, venciendo por segunda ocasión consecutiva a Santa Tecla F. C. por 1:0 con anotación de Marvin Monterroza. Alianza en el Torneo Clausura 2018, conquistaría además el segundo bicampeonato de su historia luego de 51 años, después del conseguido en la Temporada 1966-1967.

### Decimocuarto campeonato, Torneo Apertura 2019 y participación en la Liga Concacaf
Después de perder dos finales seguidas (frente a Santa Tecla F. C. y C. D. Águila) en la temporada pasada el club toma cambios en el plantel como la salida del DT Jorge Humberto " el Zarco" Rodríguez y de jugadores destacados como Herbert Sosa y Bladimir Díaz. También anunciaron la contratación del colombiano Wilson Gutiérrez como nuevo entrenador, además de sus compatriotas Herbert Soto y Raúl Peñaranda como refuerzos notables en el ataque.
El conjunto blanco tuvo la oportunidad de participar en la Liga Concacaf 2019 como el único subcampeón de El Salvador y así fue emparejado en la ronda preliminar contra el San Francisco F. C. de Panamá derrotándolo con un global de 6:1 (5:1 en la ida y 1:0 en la vuelta). Para los octavos de final se enfrentó al Tauro F. C. también de Panamá, tomando ventaja en el partido de ida 2:0 en El Salvador y luego visitó el Rommel Fernández en donde cayó por 1:0 dándole el boleto a la siguiente ronda por el global ganando 2:1. En cuartos de final enfrentó al A. D. San Carlos de Costa Rica quien fuese el actual campeón de ese país. De nuevo en el juego de ida, Alianza sacó un resultado cómodo 2:0. En tierras ticas Alianza aguantó hasta los últimos instantes el empate sin goles pero un gol en el minuto 89 de Fernando Brenes le dio un poco de vida al conjunto rojo, pero no fue suficiente para el empate de la serie, dejando a Alianza F.C. dentro de los cuatro mejores del torneo y clasificándolo a la Liga de Campeones de la Concacaf 2020, siendo el único equipo de El Salvador que la disputaría. En semifinales fue emparejado con el F. C. Motagua de Honduras, el juego de ida acabó en un empate 1:1. En el partido de vuelta, los albos cayeron por 0:3 quedando eliminados por un global de 1:4. Este partido dejó un sabor amargo y críticas hacia el técnico Gutiérrez por el mal planteamiento del equipo en el juego.
En cuanto al torneo local el club se afianzaba el liderato por sexta vez consecutiva teniendo 48 puntos en la fase regular y solamente sufriendo dos derrotas (frente a C. D. Municipal Limeño y C. D. El Vencedor), el máximo goleador fue Raúl Peñaranda con 15 tantos (2 de penal) y el arquero Rafael García finalizó como el mejor portero del torneo con un promedio de 0.77 goles encajados por partido. Con el cambio de formato del torneo, Alianza clasificó a semifinales juntó al segundo lugar a la espera de su rival en la postemporada. En semis se enfrentó al Sonsonate F. C. quien fuese el cuarto lugar del torneo. El juego de ida terminó en un empate 0:0. En el juego de vuelta Alianza tomó una ventaja rápida con un gol a los cinco minutos de Raúl Peñaranda, no obstante Sonsonate no bajó los brazos y empató el juego con un penal de William Maldonado, minutos después de nuevo Raúl Peñaranda pondría en ventaja al conjunto albo. En la segunda mitad terminarían de cerrar la llave con dos goles más de Óscar Cerén e Isaac Portillo dando el triunfo el global por 4:1, esto significó la séptima final consecutiva del club. 
En la final se enfrentó de nuevo ante C. D. FAS (segundo lugar del torneo) significando la tercera final que se disputa entre los dos en la década. El partido fue cerrado al principio, teniendo pocas aproximaciones de gol de parte de Alianza que intentaba abrir el campo de juego con sus volantes. Marvin Monterroza tuvo que salir del juego para la segunda mitad por Isaac Portillo luego de una lesión sufrida en una falta y un choque ante dos jugadores de C. D. FAS. Para el segundo tiempo FAS intentó alejarse un poco más de su campo, pero justo cuando entraban en calor, Alianza se pondría en ventaja por medio de un cabezazo de Narciso Orellana en la línea del área, que tuvo un desvío del defensa tigrillo, Ibsen Castro. En los últimos 20 minutos, el equipo no quiso arriesgar mucho y terminó por cerrar el partido con marcador de 1:0 significando el título número 14 del club y como dato curioso, fue la quinta final (cuarta consecutivamente) que ganó contra FAS en su historia.

### Decimoquinto campeonato, tercer bicampeonato de la historia
Después que el Clausura 2020 fue cancelado por la pandemia de covid-19, el club tuvo que sustituir al DT Wilson Gutiérrez por dificultades en su regreso al país, en su lugar llegó Juan Cortes que anteriormente había comandado al Once Deportivo.
Alianza participó en la Liga Concacaf 2020 en la que fue eliminado por Club Motagua en octavos de final, el juego terminó en empate en los 90 minutos luego de un penal de Rodolfo Zelaya y un gol tardío al 91' de Héctor Castellanos, en la tanda de penales el equipo hondureño clasificaría por un marcador de 4:3.
Para el Apertura 2020 la liga consideró un nuevo formato de tres grupos por zona en el país para el torneo por la pandemia de covid-19 en el que Alianza formó parte del grupo central junto a Santa Tecla, Atlético Marte y Chalatenango. El equipo quedó líder en el grupo dando paso a otra fase de primeros y últimos de las otras dos zonas (además del último de la zona central). En dicha fase sufrió dos derrotas frente a Jocoro y Águila así también un pobre nivel de juego que se estaba mostrando en juegos anteriores ocasionó el despido del técnico Juan Cortes. Milton Meléndez tomó el cargo de DT interino y junto a él finalizaron segundos del grupo A y clasificándose a la fase final. También cabe destacar el cese de los delanteros Oswaldo Blanco y Maximiliano Freitas por finalización de contrato en diciembre lo que ocasionó que el equipo finalizara con solo dos delanteros en la plantilla.
Ya en cuartos de final se enfrentaron a Once Deportivo derrotándoles en un global de 5:2 (2:1 en la ida y 3:1 en la vuelta). En semifinales eliminaron a C. D. FAS por global de 3:0, en el juego de ida mostraron absoluta superioridad derrotándolos con doblete de Narciso Orellana y un tanto de Bryan Tamacas, para el juego de vuelta fueron el equipo que más propuso pero no tuvieron suerte de cara a la portería. Para el juego de la final se enfrentarían al C. D. Águila club que los había derrotado en los dos encuentros de la fase anterior. En dicho partido Alianza empezó a tener más llegadas por las bandas al arco rival en el primer tiempo, pero fue un tiro potente de fuera del área de Jonathan Jiménez que abriría el marcador, en la parte complementaria Michell Mercado sufriría una falta considerable de expulsión que lo dejaría lesionado y por ende fue sustituido por Rodolfo Zelaya que minutos después luego de un gran desborde de Juan Carlos Portillo perforó la meta y aumento el marcador a 2:0. Instantes después Isaac Portillo anotaría el definitivo 3:0 luego de una serie de desvíos en la defensa de Águila.

### Decimosexto campeonato, Torneo Apertura 2021. La final de Duvier Riascos
Para el Torneo Apertura 2021, Alianza sería el mejor equipo de la Primera División de El Salvador, tras terminar en primer lugar en la tabla de clasificación con 51 puntos, sacando una ventaja de 13 puntos sobre el segundo lugar, Club Deportivo FAS, que hizo 38 puntos; además de ser el equipo más goleador del torneo con 48 goles, y el equipo menos vencido con 19 goles contra, siendo una diferencia de 29 goles, saldría campeón.
Hay que destacar que Alianza contaría con los mismos jugadores que perdieron la final en el Clausura 2021; no obstante contrataron a jugadores extranjeros como los colombianos Víctor Arboleda, Stiwar Mena y Duvier Riascos, este último como fichaje bomba, ya que había jugado en equipos como Puebla, Tijuana, Morelia de la Liga Mexicana, también en los Millonarios de Colombia, Vasco da Gama y Cruzeiro de Brasil; que por cierto Alianza hizo una presentación de gala en el Estadio Cuscatlán, hecho que sería bien visto por muchos aficionados aliancistas, pero por otro lado sería criticado, evento que posteriormente sería presagio que el jugador colombiano terminaría como el máximo goleador del torneo con 16 tantos, además de anotar goles en cuartos de final, semifinal y artífice definitivo de la gran final tras anotar los dos goles.
En los cuartos de final de ida, Alianza derrotó a Jocoro en condición de visitante en Tierra de Fuego Morazán 3:2 con dos goles de Rodolfo Zelaya y uno de Duvier Riascos, en los cuartos de nuelta Alianza venció a Jocoro en el Estadio Cuscatlán 1:0 con gol de Marvin Monterroza. En la semifinal de ida Alianza empataría con el Once Deportivo 1:1 en el Estadio Simeón Magaña con gol de Rodolfo Zelaya, en la semifinal de vuelta Alianza derrotaría en condición de local 2:0 al Once Deportivo con goles de Duvier Riascos y Ezequiel Rivas, marcador que daría la clasificación a Alianza a la gran final.
La gran final se disputaría en el Estadio Cuscatlán, el domingo 19 de diciembre de 2021 entre Alianza y Platense de Zacatecoluca, ante un partido muy disputado, Duvier Riascos anotó por Alianza al minuto 36' del primer tiempo, Platense igualaría las acciones al minuto 54' por medio de Landázuri, cuando los de Zacatecoluca tenían gran propuesta de ataque, aparece un juego colectivo entre Marvin Monterroza donde manda un centro para que Duvier Riascos anotara el definitivo 2:1 al minuto 70' de la parte complementaria, de esa forma Alianza conquistaría su título número 16 de su historia.

### Decimoséptimo campeonato, Torneo Clausura 2022
Para el Torneo Clausura 2022, Alianza sería el mejor equipo de la Primera División de El Salvador, tras terminar en primer lugar en la tabla de clasificación con 42 puntos.
En los cuartos de final de ida, Alianza derrotó a Luis Ángel Firpo en condición de visitante en el Estadio Sergio Torres Rivera, Usulután, 2:1 con goles de Franco Arizala y Marvin Monterroza, en los cuartos de vuelta Alianza venció a Luis Ángel Firpo en el Estadio Cuscatlán 2:1 con goles de Narciso Orellana y Juan Carlos Portillo Leal. En la semifinal de ida Alianza perdería con Club Deportivo Platense 1:0 en el Estadio Antonio Toledo Valle de Zacatecoluca, en la semifinal de vuelta Alianza derrotaría en condición de local 3:1 al mismo Platense con goles de Bryan Tamacas, Rodolfo Zelaya y Michel Mercado, marcador que daría la clasificación a Alianza a la gran final.
La gran final se disputaría en el Estadio Cuscatlán, el domingo 29 de mayo de 2022 entre Alianza y Club Deportivo Águila de San Miguel, ante un estadio completamente lleno, clima nublado y lluvia, un partido muy disputado, donde Alianza fue amplio dominador de todo el primer tiempo, sin embargo a los pocos minutos de iniciar el segundo tiempo, Iván Mancía comete falta dentro del área, se va expulsado por doble tarjeta amarilla, y se cobra penal a favor de Águila, mismo que anota Kevin Santamaría al minuto 57', Águila se fue arriba en el marcador, pese a la inferioridad numérica Alianza siguió proponiendo, a tal forma que nace una polémica, cuándo el árbitro Edgard Ramírez detiene el partido cuando los albos tuvieron una llegada clara a gol, al minuto 76' Marvin Monterroza cobra una falta dónde Mario Jacobo intercepta la jugada y es desviada a la red por García de Águila y con autogol Alianza empata el partido 1:1. En tiempo extra no se hicieron daño, y en la tanda de penaltis, Narciso Orellana puso el definitivo 5:4 y daría el título número 17 a Alianza Fútbol Club, superando a Águila por un título y quedando a un solo título del Club Deportivo FAS que tenía 18 títulos en aquel entonces.

### Decimoctavo campeonato, Torneo Clausura 2024. La final de Emerson Mauricio.
La final del Torneo Clausura se disputaría el 25 de mayo de 2024, un año después de la estampida en el Estadio Cuscatlán sucedida el 20 de mayo de 2023. 
Alianza se enfrentaría al Municipal Limeño de Santa Rosa de Lima; en un partido donde se consideraba el favorito tras terminar la fase regular en primer lugar con 45 puntos mientras el Municipal Limeño acabaría tercero con 32 puntos. 
El partido no tuvo mayor dificultad para el conjunto blanco que llegó con ímpetu ganador desde el comienzo del encuentro que se jugó a las 3:00 de la tarde y terminaría con la victoria de Alianza con un marcador de 5:0. A los 9 minutos Emerson Mauricio marcaría el primer tanto de lo que se convertiría en una tarde-noche de pesadilla para los hinchas del equipo Limeño que ya lo perdía por 1:0. Tan solo 12 minutos (min. 21) luego del primer tanto, Ever Alvarado se haría expulsar luego de una falta sobre Emerson Mauricio quien fuese derribado cortando una jugada clara de gol, ejerciéndose así la ley del último hombre. Al minuto 28' Emerson Mauricio aprovecharía la ventaja de tener un hombre más en el campo y aparecería con un nuevo tanto sumando así el 2:0 a favor de Alianza, el equipo albo controlaba el encuentro y antes de finalizar el primer tiempo aparecería nuevamente Emerson Mauricio con su tercer gol, Municipal Limeño caía por 3:0 contra la escuadra capitalina antes de irse al descanso. En el segundo tiempo continuaba el dominio de Alianza, quien marcaría su cuarto tanto por medio de un tiro libre luego de una falta de Lizandro Claros del equipo Limeño y Henry Romero sería el encargado de hacer efectivo el tiro libre el cual fue colocado a la escuadra izquierda de la portería y así ponía el marcador 4:0, al minuto 66' Emerson Mauricio aparecería una vez más concretando su póker de goles, se convertiría en el primer jugador en lograr dicha hazaña en el fútbol salvadoreño marcando 4 goles en una final (siendo además su quinta participación clave en el encuentro contando sus goles y la falta provocada en el primer tiempo) dando el resultado final de 5:0 a favor del equipo paquidermo manteniéndose como el segundo equipo con más títulos obtenidos en la Primera División de El Salvador por encima de C. D. Águila y por un título abajo de C. D. FAS.

## Datos del club
- Puesto histórico: 2.º
- Temporadas en 1.ª: 82 temporadas
- Mejor puesto en la liga: 1.º ( 9 veces)
- Peor puesto en la liga: 10.º (1974-75)
- Finales disputadas en 1.ª: 29
- Finales ganadas en 1.ª: 18
- Semifinales/cuadrangulares por el Campeonato de Liga disputadas: 33
- Mayor número de goles en un torneo corto: 60, Apertura 2017 (incluyendo la fase final)
- Mayor número de goles en una temporada: 108, temporada 2017-18 (incluyendo la fase final)
- Mayor cantidad de puntos en un torneo corto: 51, Clausura 2018 y Apertura 2021
- Mayor cantidad de puntos en una temporada: 101, temporada 2017-18
- Mayor goleada conseguida en Primera División: 7:0 sobre C. D. FAS, C. D. Santa Clara, C. D. Once Municipal, Santa Tecla F. C., Isidro Metapán y A. D. Chalatenango
- Mayor goleada recibida en Primera División: 6:0 ante C. D. Juventud Independiente
- Mayor cantidad de partidos consecutivos sin derrotas como local en Primera División: 22 duelos entre los Torneos Apertura 2017 y Clausura 2018.
- Mayor cantidad de partidos invicto al inicio de una temporada de Primera División: 27 duelos en el Apertura 2017.
- Mayor cantidad de partidos invicto en torneos cortos: 42 duelos sin derrotas desde la jornada 1 en el Apertura 2017 (Incluyendo la fase final) hasta la jornada 15 en el Clausura 2018.
- Mayor cantidad de triunfos en una temporada de Primera División: 30 victorias en 2017-2018.
- Máximo goleador: Rodolfo Zelaya con 156 goles en total.
- Jugador de Alianza con más títulos de goleo en Primera División: Rodolfo Zelaya 5 campeonatos de goleo (Apertura 2010, Clausura 2011, Ap. 2015, Ap. 2018 y Clausura 2021)[36]
- Jugador de Alianza con más goles anotados en un torneo corto: Duvier Riascos: 20 anotaciones en el torneo Apertura 2021.
- Equipo filial: Alianza F. C. Reservas
- Mayor goleada a favor en una competencia de Concacaf:: 8:0 ante  Flor de Caña F. C.
- asistencia media: 4500 aficionados

## Símbolos

### Himno
Este mismo data desde 1967, es el único símbolo de una entidad deportiva salvadoreña, que reúne todas las premisas musicales y literarias de un himno: su lirismo y musicalidad le dan esa categoría en ambos artes: poético y musical. Su ejecución lo identifica con Alianza en los primeros segundos de su introducción.
La música y la letra es acreditada a don Lito Barrientos, uno de músicos más respetados de El Salvador, quien lo ejecuta con maestría con su legendaria orquesta, es vocalizado por el desaparecido cantante nacional César Donald; ambos, creador e intérprete, se consideraban seguidores aliancistas de corazón pulcramente blanco.

Himno del Alianza Fútbol Club
Alianza, Alianza, Alianza campeón
tú tienes la gloria de ser el mejor.
Tu pueblo te aclama como el vencedor
la Gloria te pertenece por ser valiente y luchador
tú tienes ya la corona y los laureles del triunfador
Alianza campeón, ra, ra, raaaaa!.
Lito Barrientos 

### Escudo

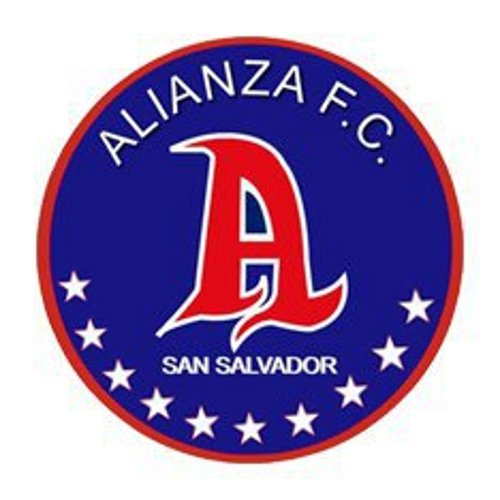

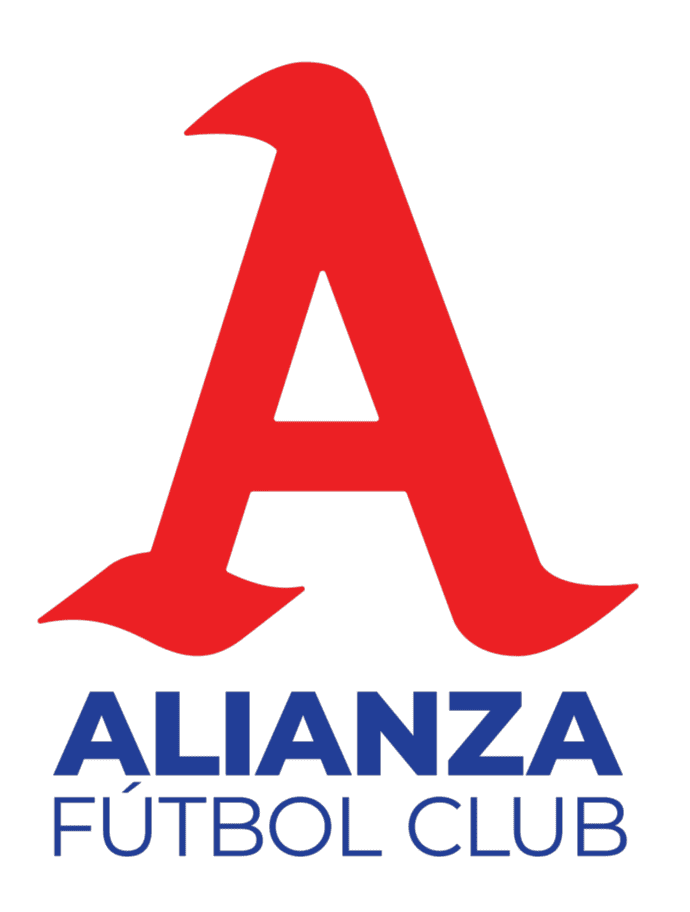

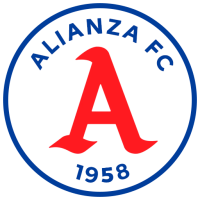
Alianza Fútbol Club El Salvador Logo (2020 - Actualidad).

El escudo del conjunto alianza ha evolucionado con el tiempo, por un tiempo en la camiseta del Alianza solo figuraba simplemente una letra A grande de color rojo o el nombre escrito en grande en el pecho. Un círculo azul oscuro con una A roja al centro, con borlas rojas a los lados, el nombre ALIANZA F. C. en la parte interna alta y el nombre de su ciudad sede, San Salvador, en la parte interna baja.
Al centro la cabeza de un elefante feliz.
Arriba del círculo, una corona blanca con la palabra "CAMPEÓN", flanqueada por un número de estrellas simbolizando el número de veces que ha sido Alianza campeón nacional.
Sin embargo, el mismo ha seguido evolucionando y en el 2014 volvió a cambiar, por un logo con la letra A al ser un logo especial para el equipo.

### Mascota
La historia de la mascota del equipo es complicada. De acuerdo con exjugadores y exdirigentes fue durante las administraciones de don Mauricio Salaverria y de don Ernesto Muyshondt que comenzó a aparecer un elefante con una "A" en el pecho. Desde entonces, los hinchas del equipo usan la figura de un elefante en diferentes versiones: enojados, aguerridos, fortachones, etc.
A partir del Torneo Apertura 2018 y en conmemoración del campeonato invicto obtenido por el equipo durante el torneo anterior, la junta directiva del club presentó a "Invictus", el cual es un elefante tipo caricatura que acompaña al equipo durante sus partidos de local.

## Uniforme
- Patrocinador oficial: Umbro.
- Uniforme titular: Camiseta blanca con detalles en la manga y cuello azul y rojo, pantalón corto blanco y medias blancas.
- Uniforme visitante: Camiseta celeste con detalles en blanco, pantalón corto celeste y medias celeste con blanco.
- Uniforme alternativo: Camiseta negra con líneas rosas, pantalón corto y medias negras.

El Alianza se ha caracterizado desde sus inicios por utilizar su uniforme blanco. En todos los tiempos la casaca alba ha sido la misma desde que se fundó. En el año 1959 el color oficial del uniforme titular fue blanco (camiseta blanca con pantaloneta blanca) con una A de color rojo como escudo.
De local se utiliza el uniforme blanco con detalles en celeste, y se utilizan pantalón corto blanco con detalles celestes. De visita se utiliza la camiseta celeste con detalles en rojo y blanco, y pantalón corto celeste con detalles en blanco.
El blanco de su uniforme representa la pureza e integridad de todo el que lo luce y la entrega de quien lo defiende.

### Uniforme titular
| (1958-1964) | (1965-66) | (1966-67) | (2010-11) | (2011-12) | (2012-13) | (2013-14) | (2014-15) |

| (2015) | (2016) | (2016-17) | (2017-18) | (2018-19) | (2019-20) | (2020-21) | (2021-22) |

### Uniforme visitante
| (1966) | (1967) | (2010-11) | (2011-12) | (2012-13) | (2013-14) | (2014-15) |

| (2015) | (2016) | (2016-17) | (2017-18) | (2018-19) | (2019-20) | (2020-21) | (2021-22) |

### Uniforme alternativo
| (2011-12) | (2016) | (2016-17) | (2017-18) | (2018-19) | (2019-20) | (2020-21) | (2021-22) |

### Indumentarias y patrocinadores
| Período   | Proveedor                 |
| --------- | ------------------------- |
| 1986-1993 | Bandera de Estados Unidos |
| 1993-1994 | Bandera de Italia         |
| 1995-1995 | Galaxia                   |
| 1996-1996 | Torino                    |
| 1996-1997 | Retros                    |
| 1997-2000 | Bandera de Italia         |
| 2001-2004 | Milán                     |
| 2005-2006 | Ninguno                   |
| 2006-2008 | Aviva                     |
| 2009-2014 | Bandera de Italia         |
| 2015-2015 | Ninguno                   |
| 2016-2017 | Bandera de España         |
| 2018-act. | Bandera del Reino Unido   |

| Período       | Patrocinio                |
| ------------- | ------------------------- |
| 1986-1987     | Taca                      |
| 1988-1990     | Tropi                     |
| 1991-1992     | Topical UVA               |
| 1993-1994     | RC Cola                   |
| 1995-1997     | Cristal                   |
| 1998-2000     | Ninguno                   |
| 2001-2002     | Jaguar Sportic            |
| 2002-2004     | Bandera de Estados Unidos |
| 2005-2006     | Ninguno                   |
| 2006-2007     | Telecom                   |
| 2009-2009     | Alba Petróleos            |
| 2010-2014     | Pan Sinaí                 |
| 2014-2015     | Uno                       |
| 2015-presente | Tigo                      |

## Patrocinadores actuales
Las compañías con las que Alianza tiene actualmente acuerdos de patrocinio incluyen a:
| Período         | Proveedor    | Imagen |
| --------------- | ------------ | ------ |
| 2018-actualidad | Umbro        |        |
| 2016-actualidad | AMP 365      |        |
| 2015-actualidad | Tigo         |        |
| 2014-actualidad | Pepsi        |        |
| 2019-actualidad | Sudagrip     |        |
| 2025-actualidad | Taqueritos   |        |
| 2015-actualidad | Gatorade     |        |
| 2003-actualidad | Canal 4      |        |
| 2019-actualidad | Tele 1       |        |
| 2010-actualidad | Mister Donut |        |
| 2019-actualidad | A bank       |        |
| 2022-actualidad | Lemus        |        |

## Estadio

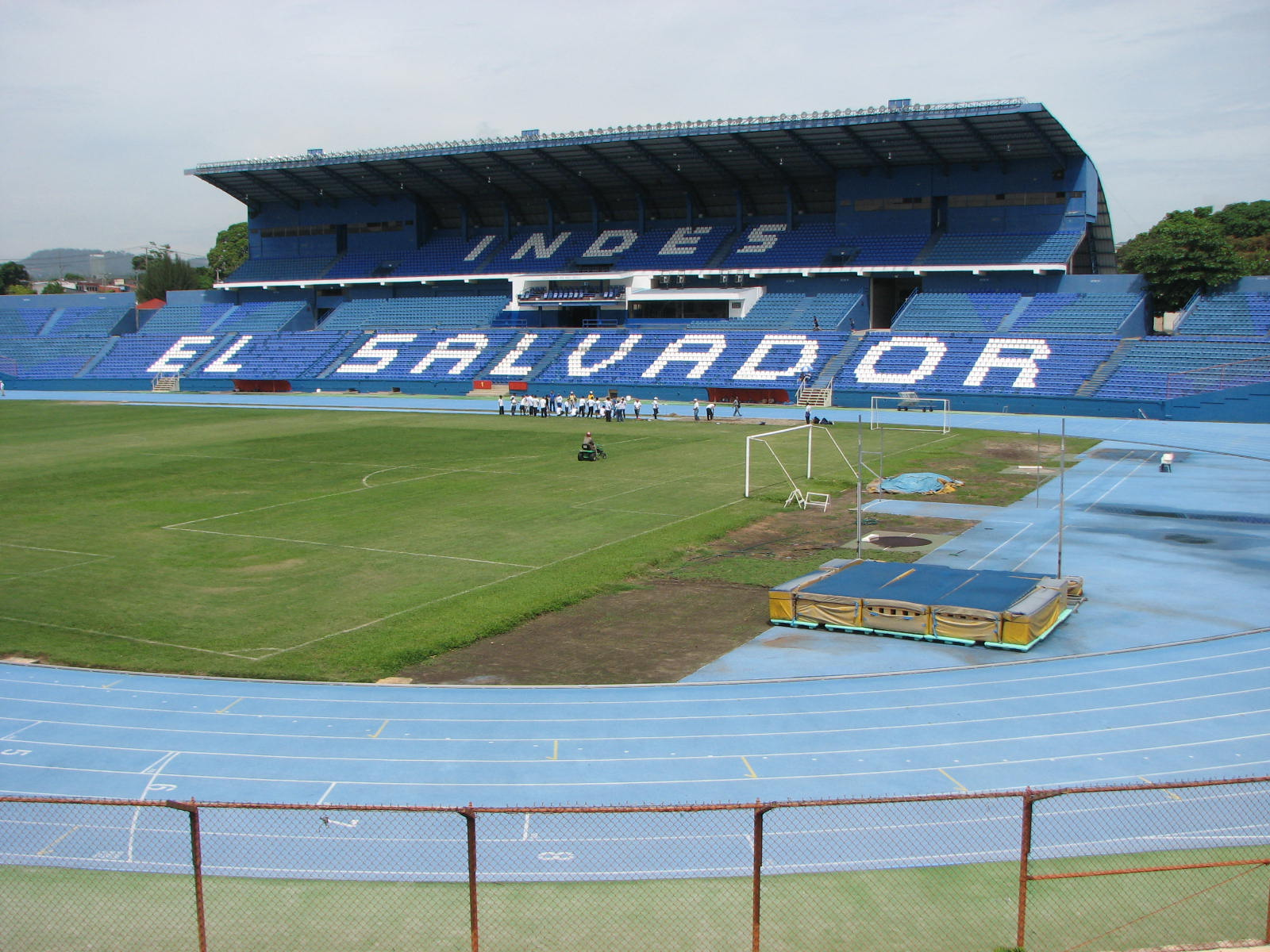
El Estadio Nacional Jorge "el Mágico" González con aforo para según el INDES era la casa del Alianza FC desde su inauguración hasta 1976 cuando se mudó al recién construido Estadio Cuscatlán.

Alianza había forjado casi toda su historia deportiva en el Estadio Nacional Jorge "el Mágico" González (ex Flor Blanca), pero al ser construido el Estadio Cuscatlán, los albos se mudaron permanentemente al nuevo inmueble. Pero en 2001, los daños ocasionados por el terremoto del 13 de enero, provocaron la inhabilitación del estadio por lo que Alianza regresó al Estadio Nacional Jorge "el Mágico" González por un breve período de tiempo, para volver ese mismo año al Estadio Cuscatlán.
Tras más de una década en el monumental Estadio Cuscatlán, la Junta Directiva del equipo albo oficializó el 18 de julio de 2013 a través de un comunicado, que los juegos de local del equipo a partir del Torneo Apertura 2013, se realizarían en el Estadio Nacional Jorge "el Mágico" González, según el presidente del equipo en ese momento, Lic. Lisandro Pohl, esto se realizó para "comercializar mejor al equipo, de manera que se pueda trabajar de manera más amplia con los patrocinadores." A partir de la novena fecha del Torneo Apertura 2013, el mal estado del engramillado del Estadio Nacional Jorge "el Mágico" González, obligó a la Junta Directiva del equipo a negociar con los propietarios del Estadio Cuscatlán para que el equipo jugara nuevamente en condición de local en este inmueble.

## Palmarés

### Títulos nacionales (19/17)
| Competición nacional                    | Títulos | Subtítulos |
| --------------------------------------- | --- | --- |
| Primera División de El Salvador (19/15) | Torneos largos (6): 1965-66, 1966-67, 1986-87, 1989-90, 1993-94, 1996-97. Torneos cortos (Apertura y Clausura) (13): Apertura 1998, Apertura 2001, Clausura 2004, Clausura 2011, Apertura 2015, Apertura 2017, Clausura 2018, Apertura 2019, Apertura 2020, Apertura 2021 Clausura 2022, Clausura 2024, Clausura 2025. | Torneos largos (7): 1971, 1973, 1975-76, 1978-79, 1985, 1991-92, 1992-93. Torneos cortos (Apertura y Clausura) (8): Clausura 2002, Apertura 2010, Apertura 2012, Apertura 2016, Clausura 2017, Apertura 2018, Clausura 2019, Clausura 2021. |
| Supercopa de El Salvador (0/2)          | | 2024, 2025. |
|                                         | | |
| 'Segunda División' (0/1)                | | 1958. |

### Títulos internacionales (3/3)
| Competición internacional                   | Títulos | Subtítulos  |
| ------------------------------------------- | ------- | ----------- |
| Copa de Campeones de la Concacaf (1)        | 1967.   |             |
| Torneo Grandes de Centroamérica (1)         | 1997.   |             |
| Copa Fraternidad Centroamericana (0/1)      |         | 1980.       |
| Torneo Centroamericano de la Concacaf (1/2) | 1967.   | 1974, 1979. |

## Participaciones internacionales
Nota: en negrita se muestran las ediciones en que fue campeón.
| Competencia                               | Edición |
| ----------------------------------------- | --- |
| Liga de Campeones de la Concacaf (18)     | 1967, 1968, 1974, 1976, 1979, 1986, 1987, 1990, 1991, 1993, 1994, 1995, 1998, 2011-12, 2016-17, 2019, 2020, 2023 |
| Liga Concacaf (5)                         | 2017, 2019, 2020, 2021, 2022                                                                                     |
| Copa Interclubes Uncaf (11)               | 1971, 1972, 1974, 1976, 1979, 1980, 1981, 1997, 2000, 2002, 2004                                                 |
| Torneo Centroamericano de la Concacaf (8) | 1967, 1968, 1974, 1977, 1979, 1987, 1990, 1991                                                                   |
| Copa de Gigantes de la Concacaf (1)       | 2001 |
| Copa Centroamericana de la Concacaf (1)   | 2024 |

## Afición
Alianza posee dos barras bravas organizadas: la Ultra Blanca (1996) y la Barra Brava 96 (2012). Ambas, aunque con diferente filosofía, se manejan juntas a la hora de apoyar al equipo como locales y visitantes.
Durante el año 2016, la afición de Alianza fue considerada como la quinta mejor de toda Latinoamérica. Así lo apuntó el portal BolaVip, que también mencionó que «Alianza de El Salvador cantó su himno a la europea en su 58.º aniversario y entró en el 5.º puesto del especial de fin de año». Además de ser una afición caracterizada por apoyar a su equipo local y que también acompaña al equipo en los partidos fuera de casa.

## Organigrama

### Altas Apertura 2025
| Jugador           | Posición       | Procedencia                        |
| ----------------- | -------------- | ---------------------------------- |
| Christopher Rauda | Guardameta     | C. D. Municipal Limeño             |
| Diego Lemus       | Defensa        | C. D. Águila                       |
| Noel Rivera       | Centrocampista | C. D. Municipal Limeño             |
| Gael Sandoval     | Centrocampista | C. D. Leones Negros de la U. de G. |

### Bajas Clausura 2025
| Jugador           | Posición       | Destino        |
| ----------------- | -------------- | -------------- |
| Sergio Sibrián    | Guardameta     | Inter FA       |
| Iván Mancía       | Defensa        | C. D. Hércules |
| Dennis García     | Centrocampista | C. D. Hércules |
| Ezequiel Rivas    | Centrocampista | C. D. Hércules |
| Inner Guevara     | Centrocampista | Inter FA       |
| Kilmar Echeverría | Centrocampista | Inter FA       |

### Jugadores de selección
| Selección   | Categoría | # | Jugador(es)                                                                          |
| ----------- | --------- | - | ------------------------------------------------------------------------------------ |
| El Salvador | Absoluta  | 5 | Mario González, Henry Romero, Narciso Orellana, Leonardo Menjívar, Emerson Mauricio. |

### Máximos goleadores históricos
| Pos. | Posición       | Jugador              | Periodo         | Goles | Juegos |
| ---- | -------------- | -------------------- | --------------- | ----- | ------ |
| 1    | Delantero      | Rodolfo Zelaya       | 2008-2025       | 175   | 338    |
| 2    | Centrocampista | Juan Carlos Portillo | 2015-Actualidad | 67    | 290    |
| 3    | Centrocampista | Adonay Martínez      | 1994-2003       | 62    | ?      |
| 4    | Centrocampista | Herbert Sosa         | 2008-2019       | 41    | ?      |
| 5    | Delantero      | Óscar Cerén          | 2016-2022       | 41    | 217    |
| 6    | Centrocampista | Fernando Alva        | 1975-1981       | 40    | ?      |

### Dorsales retirados
- 2  Roberto Rivas - DEF (1960-70)
- 22  Rodolfo Zelaya - DEL (2008-2025)

## Entrenadores
{{Lista de columnas|4|
- Gregorio Bundio (1959-1960)
- Raúl "Che" Álvarez (1963-1963)
- Emilio Guardado (1964-1965)
- Hernán Carrasco Vivanco (1966-1967)
- Conrado Miranda (1967-1967)
- José Giuseppe Rossini (1968-1970)
- Manuel "Cuíco" Gómez (1971-1973)
- Néstor Valdez Moraga (1974-1974)
- Mario Rey (1974-1976)
- Víctor Manuel Ochoa (1977-1979)
- Raúl Alfredo Magaña (1980-1980)
- Francisco Zamora (1981-1983)
- Salvador Mariona (1983-1983)
- Ricardo Tomasino (1983-1983)
- Mauricio Ernesto González (1983-1983)
- Juan Francisco Barraza (1983-1983)
- Alfredo "Baiza" Ruano (1983-1984)
- Armando Contreras Palma (1984-1984)
- Ricardo Mena Laguán (1984-1985)
- Juan Quarterone (1985-1986)
- Ricardo Sepúlveda (1986-1987)
- Helio Rodríguez Pinto (1988-1988)
- Hernán Carrasco Vivanco (1989-1989)
- Estanislao Malinowski (1990-1990)
- Hernán Carrasco Vivanco (1991-1992)
- Gustavo Faral (1993-1994)
- José Mario Figueroa (1994-1995)
- Hernán Carrasco Vivanco (1995-1995)
- Juan Masnik (1996-1997)
- Rubén Alonso (1998-1998)
- Reno Renucci (1999-1999)
- Manuel Alfredo Oberti (2000-2000)
- Jaime Alberto Rodríguez Jiménez (2000-2000)
- Carlos Reyes (2001-2001)
- Rubén Alonso (2001-2001)
- Juan Ramón Paredes (2001-2002)
- Germán Gutiérrez de Piñeres (2002-2002)
- Julio del Carmen Escobar Ortiz (2002-2003)
- Henry Vanegas (2003-2003)
- Marcelo Javier Zuleta (2003-2003)
- Juan Martín Mujica (2004-2005)
- Óscar del Solar (2005-2005)
- Odir Jaques (2006-2006)
- Miguel Mansilla (2006-2006)
- Óscar Emigdio Benítez (2006-2006)
- Nelson Brizuela (2006-2007)
- Pablo Centrone (2007-2008)
- Carlos Jurado (2008-2009)
- Carlos García Cantarero (2009-2009)
- Nelson Mauricio Ancheta (2009-2009)
- Miguel Ángel Soriano (2009-2009)
- Miloš Miljanić (2009-2011)
- Roberto Gamarra (2011-2011)
- Leonel Cárcamo (Sep 2011-Sep 2011)
- Vladan Vićević (2011-2012)
- Leonel Cárcamo (2012-2012)
- Juan Ramón Paredes (2012-2012)
- Ramiro Cepeda (2012-2013)
- Miloš Miljanić (2013-2013)
- Juan Andrés Sarulyte (2013-2013)
- Alejandro Curbelo (2013-2014)
- Ramiro Cepeda (2014-2015)
- Rubén Alonso (2015-2016)
- Milton Meléndez (2016-2016) * 1 juego
- Daniel Fernández (2016-2016)
- Milton Meléndez (2016-2016)
- Jorge Rodríguez (2017-2019)
- Wilson Gutiérrez (2019-2020)
- Juan Cortés Diéguez (2020-2020)
- Milton Meléndez (2020-2022)
- Adonay Martínez (2022)
- Eduardo Lara (2022-2023)
- Milton Meléndez (2023-2023)
- Jorge Rodríguez

```
 
Plantilla:Bandera argentina
 Ernesto "Carucha" Corti Actual técnico
```